# Jerzy Lau

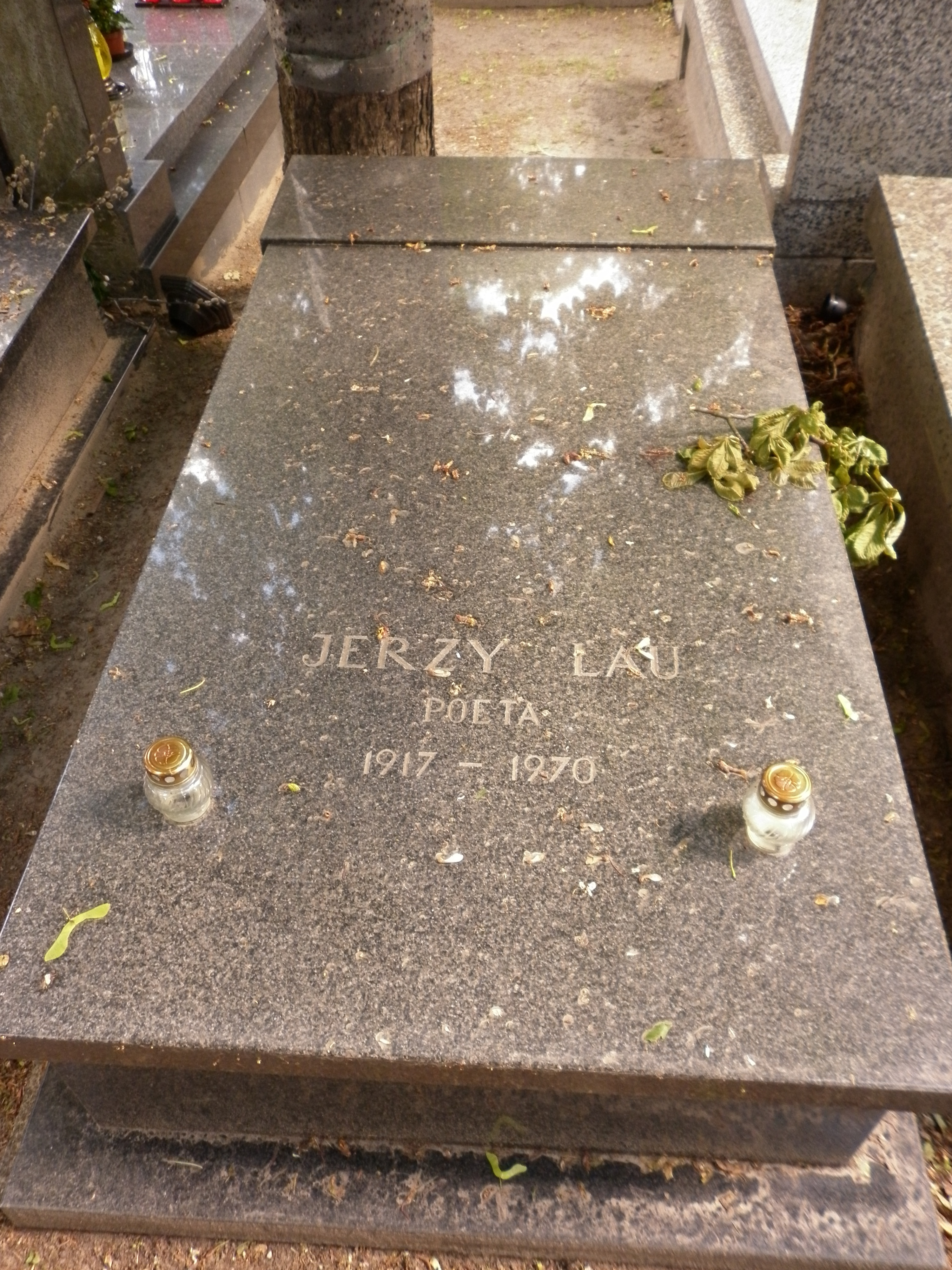
Grób Jerzego Laua na cmentarzu Wojskowym na Powązkach

Jerzy Lau (ur. 15 października?/28 października 1917 w Atamańskim Chutorze (Omsk), zm. 10 marca 1970 w Warszawie) – polski poeta, krytyk literacki i teatralny, tłumacz.

## Życiorys
Urodził się w Atamańskim Chutorze pod Omskiem, w rodzinie Karola, polskiego inżyniera na budowie kolei transsyberyjskiej, i Lubow z domu Popowej, Rosjanki. Do Polski przyjechał wraz z rodziną w 1922 i mieszkał kolejno w Wilnie, następnie od 1927 w Lublinie, a od 1931 w Krakowie. Uczęszczał do VIII Państwowego Gimnazjum Matematyczno-Przyrodniczego im. Augusta Witkowskiego w Krakowie, gdzie w 1935 zdał maturę. Odbył roczną służbę wojskową w Szkole Podchorążych Rezerw Artylerii we Włodzimierzu. W latach 1937–1939 studiował filologię polską na Uniwersytecie Jagiellońskim.
Pierwsze wiersze publikował w krakowskim czasopiśmie międzyszkolnym „Nasze Czasy”. Właściwy debiut nastąpił w 1938 po opublikowaniu wierszy w miesięczniku „Nasz Wyraz” (nr 2, 5, 11).
Po wybuchu II wojny światowej brał udział w kampanii wrześniowej. Wzięty do niewoli niemieckiej zbiegł i wrócił do Krakowa. W czasie okupacji hitlerowskiej był żołnierzem Armii Krajowej, prowadził instruktaż w zgrupowaniu „Żelbet” Kraków-Zachód oraz w oddziałach partyzanckich. Zajmował się różnego rodzaju pośrednictwem handlowym. Aktywnie uczestniczył w konspiracyjnym życiu literackim i kulturalnym.
Po wyzwoleniu został zmobilizowany i przydzielony do Zarządu Polityczno-Wychowawczego Marynarki Wojennej w Gdyni z funkcją redaktora czasopisma „Marynarka Wojenna”. Publikował wiersze w „Odrodzeniu” (1944–1945, 1947, 1949), „Kamenie” (1945–1946). W 1946 został członkiem Związku Zawodowego Literatów Polskich (od 1949 Związku Literatów Polskich). Wstąpił do Polskiej Partii Robotniczej (w 1948 do Polskiej Zjednoczonej Partii Robotniczej). W 1947 objął funkcję kierownika Wydziału Repertuarowego Domu Wojska Polskiego w Warszawie. Działał w Klubie Młodych Artystów i Naukowców w Warszawie; w 1947 był jego prezesem. W latach 1948–1951 studiował historię sztuki na Uniwersytecie Warszawskim; po trzecim roku studia przerwał. W 1949 został zdemobilizowany w stopniu kapitana. Rozwijał twórczość literacką, publicystyczną i przekładową, głównie z języka rosyjskiego, a od 1952 bułgarskiego. Pracował jako dziennikarz w „Trybunie Ludu” (od 1952), „Przeglądzie Kulturalnym” (od 1953), „Po prostu” (od 1956; w 1957 odpowiedzialny za dział kulturalny) i „Argumentach” (1957–1963). Wiersze, tłumaczenia, recenzje literackie i teatralne drukował m.in. w czasopismach „Argumenty” (1957–1963), „Nowa Kultura” (1957–1963), „Wiatraki” (1959–1965), „Życie Literackie” (1962–1969), „Kultura” (1964–1967), „Materiały Repertuarowe” (1966–1970). Był także autorem felietonów do Polskiego Radia. W 1960 przebywał we Francji, a następnie w Bułgarii. Po powrocie do Polski w 1963 przez rok mieszkał w Krakowie, a od 1964 w Warszawie. 
W 1949 zawarł związek małżeński z Anną Gniadowską z domu Nieciengiewicz, zakończony rozwodem. W 1961 ożenił się po raz drugi, z Dimitriną Paskalewą, poetką i tłumaczką bułgarską. 
Zmarł w Warszawie, pochowany na cmentarzu Wojskowym na Powązkach (kwatera B22-4-25).

## Poezje i inna twórczość
- 1944 – U płomienia (konspiracyjne wydanie podczas okupacji)
- 1955 – Wiślane okna
- 1958 – Rachunek goryczy
- 1966 – Cień czasu
- 1967 – Teatr Artystów „Cricot” (pamiętnik-kronika)
- 1973 – Wiersze wybrane

## Odznaczenia
- Srebrny Krzyż Zasługi (1947)
- Odznaka Grunwaldzka

Źródło:.